# 애니콜 클러치
애니콜 클러치(Anycall Clutch)는 삼성전자가 2010년 3월 4일에 출시한 휴대 전화이다. 여성 사용자들을 겨냥해 출시된 특화 제품으로서, 명칭도 여성들이 사용하는 패션 소품 가방인 클러치백에서 유래하였다.

## 세부 모델
| 모델명    | 통신사 | 통신 방식 |
| --------- | ------ | --------- |
| SPH-W9500 | KT     | HSDPA     |

## 특징
- 위급상황을 대비한 SOS 기능
- 가계부 탑재

## 색상
- 베이지 실버
- 로맨틱 핑크
- 블랙 골드

## 같이 보기
- 삼성 디바